# Zhangsun (Tang Taizong)
Zhangsun, född 601, död 636, var en kinesisk kejsarinna, gift med kejsar Tang Taizong.

## Biografi
Zhangsun gifte sig med Taizong vid 13 års ålder 614. Hon deltog i makens och sina svågrars stridståg under stridigheterna efter Suidynastins fall, och ska år 626 personligen ha framträtt inför trupperna och höjt deras moral. Vid makens trontillträde fick hon titeln kejsarinna.
Zhangsun beskrivs som sparsam, ödmjuk och barmhärtig. Hon ska ha hållit sig väl med hovpersonalen och förhindrat övergrepp mot dem; när maken greps av ilska, ska hon själv genast ha fängslat dem som var föremål för hans vrede, och sedan släppt ut dem igen när han lugnat sig, en metod som förhindrade bestraffningar och avrättningar. Kejsaren frågade ofta om hennes råd, men hon brukade sällan vilja ge dem med hänvisning till hur illa det hade gått när kejsarinnor tidigare hade blandat sig i politiken, som i exemplen änkekejsarinnan Lü och Huo Chengjun, och hon bad honom ofta att han inte skulle ge hennes släktingar några poster, för att inte orsaka deras undergång genom nepotism. Det står dock klart att hon faktiskt agerade rådgivare: efter hennes död sade hennes änkling att han saknade de rådgivande tillrättavisningar han förut hade brukat få, och att han saknade henne mycket.